# آدریان پرالتا
آدریان پرالتا (انگلیسی: Adrián Peralta؛ زادهٔ ۸ مهٔ ۱۹۸۲) بازیکن فوتبال اهل آرژانتین است.
از باشگاه‌هایی که در آن بازی کرده‌است می‌توان به باشگاه فوتبال اتلتیکو هوراکان، باشگاه ورزشی رئال مایورکا، باشگاه فوتبال لانوس، و باشگاه فوتبال نیولز اولد بویز اشاره کرد.